# Burpee
De burpee is een combinatie-oefening die gebruikt wordt bij fitness. De oefening begint rechtop staand, vervolgens gaat de persoon in squat en brengt zijn handen naar de grond, waarna hij met de handen aan de grond in een sprong zijn benen naar achter brengt in de plankpositie. Vanuit de plank is het gebruikelijk om op te drukken, maar dit deel wordt ook wel weggelaten. Daarna gaat de oefening weer terug: de persoon brengt met een sprong de knieën weer naar voren, terug naar de squatpositie en gaat weer rechtop staan. De oefening kan verzwaard worden door te eindigen met een sprong met de armen in de lucht. 
De oefening is ontworpen door de Amerikaanse bewegingswetenschapper Royal H. Burpee in de jaren 1930. Bij het herhaald volledig uitvoeren van de oefening wordt een combinatie van kracht, uithoudingsvermogen en coördinatie vereist. 